# Ангкор
Ангкор (кмер. ក្រុងអង្គរ Кронг Ангкор) један је од најзначајнијих археолошких локалитета југоисточне Азије.  Налази се у Камбоџи, у близини града Сијем Реап, северно од Великог језера (Тонле Сап) и простире се на површини од 400 km² укључујући и шумску област. Био је престоница Кмерског царства. Археолошки парк садржи остатке који потичу од 9. до 15. века, укључујући и чувени храм Ангкор Ват, као и Ангкор Том са скулптуралном декорацијом. Локалитет је под заштитом УНЕСКО-а.
Године 2007. међународни тим истраживача уз помоћ сателитских фотографија и других савремених техника, закључили су како је Ангкор био највећи прединдустријски град на свету који се распростирао на подручју од 640 m². Најближи конкурент по величини био је град Маја Тикал од само 80 m².

## Археолошки парк
На подручју Ангкора се налази археолошки парк са бројним локалитетима, један од најпознатијих је Ангкор Ват.
Ангкор Ват је џиновски комплекс храмова, који заузима површину од 2 km² и представља највећу верску грађевину на свету и одличан пример класичног стила кмерске архитектуре. Првобитно је био хиндуистички храм посвећен богу Вишну, а касније је постао будистички. Као симбол Камбоџе појављује се на државној застави.

### Значајнији храмови
Централна група:
- Ангкор Ват (кмер. អង្គរវត្, Angkor Wat)
- Ангкор Том (кмер. អង្គរធំ, Angkor Thom), у коме су најзначајнији храмови:
  - Бајон (кмер. ប្រាសាទបាយ័ន, Prasat Bayoăn)
  - Бапуон (кмер. ប្រាសាទបាពួន, Baphuon)
- Та Прум (кмер. ប្រាសាទតាព្រហ្, Ta Prohm)
- Пном Бахенг (кмер. ភ្នំបាខែង, Phnom Bakheng)

Источна група:
- Бантеај Кдеј (кмер. ប្រាសាទបន្ទាយក្តី, Prasat Banteay Kdei)
- Та Кео (кмер. ប្រាសាទតាកែវ, Ta Keo)
- Пре Руп (кмер. ប្រាសាទប្រែរូប)
- Бантеај Самре (кмер. ប្រាសាទប្រែរូប)

Североисточна група: 
- Пре Кан (кмер. ប្រាសាទព្រះខ័ន, Preah Khan)

Група Ролуос је 10 километара југоисточно од централне групе
Ишварпура је 20 километара североисточно од централне групе
- Бантеај Среј (кмер. បន្ទាយស្, Banteay Srei)

## Историја
Почеци Кмерске империје могу се датирати од 802. године када се племенски владар Џајаварман II прогласио краљем и створио независно кмерско краљевство. Највише архитектонских споменика је настало између 900. и 1200. године. Највећи храм Ангкор Ват био је постављен 1113—1150. године. Током 13. и 14. века империја је почела да пропада. Крај империје је спајан са 1431. годином када су Ангкор освојили Тајци.